# Vollbildverfahren
Das Vollbildverfahren (auch englisch Progressive Scan [pɹəˈɡɹɛsɪv skæn], für „fortschreitend durchgeführte Abtastung“) bezeichnet eine Technik beim Bildaufbau von Monitoren, Beamern und anderen Anzeigegeräten, bei denen das Ausgabegerät – anders als beim Zeilensprungverfahren – keine zeilenverschränkten Halbbilder gesendet bekommt, sondern mit echten Vollbildern gespeist wird. Dadurch wirkt das Bild schärfer und ruhiger, außerdem wird Zeilenflimmern vollständig eliminiert. Fernsehgeräte benötigen für die Übertragung dieses Signals entweder einen analogen VGA- oder YPbPr-Eingang  (Component Video) oder einen digitalen DVI-, DisplayPort- oder HDMI-Anschluss.
Es gibt zwei Möglichkeiten, Vollbilder zu übertragen: als Ganzes (progressive) oder als zwei aufeinander folgende Halbbilder mit demselben Zeitindex (progressive with segmented frames, psF). Bei der zweiten Methode muss vor der Darstellung das einfache Deinterlacing-Verfahren Weave angewendet werden. Diese funktioniert durch ein einfaches zusätzliches Signal auch mit herkömmlichen Übertragungsverfahren wie PAL, SECAM oder NTSC und wird auch von DVD-Spielern und Spielkonsolen verwendet. Auch das HDTV-Format 1080i wird in diesem Modus verwendet, wohingegen 720p mit echten Vollbildern gesendet wird, wenn die TV-Kameras ebenfalls im 720p-Modus aufnehmen. Da bei beiden die übertragene Datenmenge in etwa gleich bleibt, wird bei der höheren Zeilen- oder Vertikal-Auflösung (sogen. Full HD) die zeitliche (temporale) Auflösung halbiert. 
Beim zukünftigen UHD-TV ist nur noch Vollbild-Aufnahme und -Wiedergabe vorgesehen (2160p50 oder 60), im Testumfeld ohne vollwertige HDMI2.0-Schnittstellen muss die zeitliche Auflösung aber noch wegen der begrenzten HDMI1.4-Datenrate auf 25 bzw. 30 BpS beschränkt werden. Decoder für den vollen Leistungsumfang von UHD-1 (4:2:2 mit 10 Bit Farbauflösung, 50/60 BpS) werden nicht vor 2017/18 verfügbar sein.